# アニメ放題
アニメ放題（アニメほうだい）は、U-NEXTが展開するアニメ専門配信サイトの名称である。
公開本数4,600本以上（2023年2月現在）。
2020年9月30日まではソフトバンク（旧・ソフトバンクモバイル）が展開していた。

## 概要
携帯キャリア各社でのアニメ専門配信サイトは、最先発のNTTドコモが運営するdアニメストアや、KDDIが運営するアニメパス→TELASA（旧・ビデオパス）が既に存在していたが、2015年2月にソフトバンクモバイル（当時）も参入した。
当初はスマートフォンやタブレット端末のみ対応であったが、PC（現在は終了）、Chromecast、Apple TVにも対応した。。
2021年8月末をもって、パソコンでのサービス提供を終了した。
また、独自サービスとして配信している作品のアニメソングを再生する機能にも対応している。
2020年10月1日、会社分割によりU-NEXTに事業を移管した。